# 小紅帽恰恰
《小紅帽恰恰》（日語：赤ずきんチャチャ）是日本漫畫家彩花珉創作的少女漫畫作品，後來被電視動畫化。漫畫在1992年至2000年間連載於集英社的《Ribon》月刊，另有單行本13冊。電視動畫有74集，自1994年1月7日至1995年6月30日在日本首播，另有3集OVA在1995年至1996年間推出，後期動畫有一部分為自主劇情。
漫畫續作《小紅帽恰恰 N》在《Cookie》2011年5月號（2011年3月25日發售）刊載相隔11年的短篇作品，2012年1月號（2011年11月26日發售）的別冊付錄刊載第2彈，從2012年8月號（2012年6月26日發售）開始相隔約12年的連載。故事設定為主角們來到了現代的東京遊玩，不過連接異世界的瓶壞掉，變得不能返回。

## 劇情簡介
原作版
恰恰是一個戴著小紅帽，正以見習魔法師身分的女孩，她和她的魔法導師塞拉維（瑟拉斐）、青梅竹馬的狼人利亞、小魔法師席奈（希尼）以及希尼的老師桃樂絲（杜蘿茜）原本住在魔法世界的年糕山。後來他們搬到大陸西方的魔法王國中居住，因此在恰恰、利亞與席奈進入塞拉維和桃樂絲的母校——烏拉拉學院中學習魔法。學校的生活有各種各樣的事情發生，後來陸續登場的美人魚瑪琳、忍者小玲、小黑帽藥劑師津子（動畫版稱雅子）等許多人物，把學園的故事弄得更加大條和多變，曾經是紅葉學院派來的間諜波比和市松也和恰恰他們打成一片而加入烏拉拉學院。雖然恰恰他們幾乎沒有唸到書還是平安地從烏拉拉學園中畢業。最後瑟拉斐回到魔界和桃樂絲結婚，可是因為波比的弟弟卜耀尼突然失蹤，所以恰恰一行人的冒險就這樣永無止盡的繼續下去…
動畫版
恰恰是一個戴著小紅帽正以見習魔法師身分的女孩，她與她的魔法導師賽拉維住在摩奇摩奇山上。後來恰恰與她的好朋友狼人利亞和小魔法師席奈進入塞拉維和桃樂絲的母校——烏拉拉學院中學習魔法。學校的生活有各種各樣的事情發生，後來陸續登場的美人魚瑪琳、忍者小玲、小黑帽藥劑師津子（動畫版稱雅子）等許多人物，把學園的故事弄得更加大條和多變，當恰恰與她的好朋友利亞與席奈在某次從塞拉維的手上接下魔法飾物，他們可以用魔法飾物讓恰恰變身成魔法公主來對抗敵人。
其實恰恰的真實身分是魔法世界中的魔法王國創始者兼女帝喬安一世的後裔兼魔法王國的公主，自古以來魔界的惡魔族為了攻占魔法王國四處為害人間，雖然魔法王國的人民與魔法師族對抗惡魔族卻處於不利狀態身陷危機時，作為救世主的女王喬安一世(恰恰的先祖兼魔法公主的原形)使用神聖的三個神器(美麗聖潔弓箭、不死鳥之劍、神鳥盾牌)成功擊退惡魔族將牠們給逐出北方的盡頭的某座島嶼上，並且用結界封印起來防止惡魔族逃出來。後來喬安一世將魔法王國給治理很好恢復和平的秩序長達幾百年，但是隨著時光流逝，惡魔族中出現一位法力強大的惡魔——大魔王破壞島嶼上的結界，然後牠趁著恰恰出生時侵略城堡將恰恰的雙親變成雕像然後囚禁起來，後來大魔王被恰恰的祖父兼前任國王吉尼亞斯王的魔法給困住無法離開外面，當時處於強褓之中的恰恰由赛拉维給帶離城堡隱居外地。但是大魔王為了統治魔法王國於是派遣牠的魔界手下四處追捕恰恰並且除掉她，恰恰在獲知自己的真實身分決心拯救她的父母然後與她的好朋友利亞與席奈找尋魔法公主喬安一世所持有的三個神器期間陸續擊退大魔王所派來的手下與刺客，最終他們成功打敗大魔王拯救恰恰的雙親恢復魔法王國的和平，然後用魔法飾物和三個神器永久封印魔界的通道“魔界之門”藉此恢復世界的秩序，雖然恰恰完成作為魔法公主的使命，她仍可以用魔法物品施行魔法來幫助她與她的朋友們。

## 譯名
對於一些人名、地名，各地翻譯有所差異。
譯名順序顯示為：大然漫畫版 / 衞視中文台、迪士尼頻道、MOMO親子台 / 卡通頻道 / 香港亞洲電視
| 日文原文 | 台灣漫畫譯名 | 台灣動畫譯名   | 台灣動畫譯名（卡通頻道） | 香港動畫譯名 |
| -------- | ------------ | -------------- | ------------------------ | ------------ |
|          | 恰           | 恰             | 恰                       | CHA CHA      |
|          | 里亞         | 阿力           | 利亞                     | 拉也         |
|          | 希尼         | 希尼           | 席奈                     | 四井峰       |
|          | 瑟拉斐       | 聖洛威         | 賽拉維                   | 塞拉伯       |
|          | 杜蘿茜       | 德蕾絲         | 桃樂絲                   | 土羅絲       |
|          | 愛麗絲       | 伊莉莎白       | 伊麗莎白                 | 伊莉莎伯     |
|          | 瑪琳         | 瑪妮           | 瑪琳                     | 瑪麗安       |
|          | 津子         | 雅子           | 亞子                     | 谷津子       |
|          | 拉斯凱爾     | 拉斯卡爾       | 拉斯卡爾                 | 歷斯卡       |
|          | 烏拉拉       | 烏拉拉         | 烏拉拉                   | 無啦啦       |
|          | 白雪         | 阿雪           | 阿雪                     | 小雪         |
|          | 巴拉         | 巴拉玫瑰人     | 巴拉                     | 玫瑰男       |
|          | 瑪亞裘       | 麻亞瓊         | 瑪雅瓊                   | 米亞         |
|          | 杜黎斯       | 桃莉絲／多利斯 | 桃莉絲／多利斯           |              |
|          | 辛先生       | 小新           | 小新                     | 阿信         |
|          | 三毛貓博士   | 三毛貓博士     | 三毛貓博士               | 米高貓博士   |
|          | 亞克士       | 亞克塞斯       | 亞克西斯／阿克耶斯       | 阿古薩斯     |
|          | 邱皮呼嚕     | 邱比菲爾       | 邱比菲爾                 | 邱比夫魯     |
|          | 康           | 康             |                          | 甘           |
|          | 畢卡龐       | 賈法仕         | 畢卡波／光頭大人         | 布卡邦       |
|          | -            | 蘇凱斯         | 索加斯                   | 蘇加士       |
|          | 年糕山       | 摩其摩其山     | 摩奇摩奇山               | 茂智茂智山   |
|          | 賣店山       | 烏里玆里山     | 烏里玆里山               | 有利圖利山   |

## 登場角色

### 原作、動畫共通
恰恰　聲：鈴木真仁 / 香港配音：譚淑嫻 / 台灣：姚敏敏（CN卡通頻道）/ 林美秀（衛視中文台）
本作女主角。總是戴著一頂小紅帽。變身動物時是無尾熊。獅子座O型。主要使出召喚系魔法卻變不出想要的東西。雖然學會用掃帚飛行可是不能乘載二人，如果超載會使掃帚會失控亂飛。
原作版
總是戴著一頂小紅帽的女孩，啾啾的姊姊。性格脾氣暴躁，腦子很笨，但本性依然屬於大條、單純；懂事前跟賽拉維住在摩奇摩奇山上學習的見習魔法師。進入烏拉拉魔法學園的香蕉班跟隨拉斯卡爾老師學習期間住在貓咪屋。漫畫版結局長大後與利亞結婚，但似乎很常因為自身的魔法失敗容易破壞住屋。變身動物時是無尾熊。
動畫版
原為魔法王國的公主，在自己出生沒多久遭遇雙親被大魔王變成雕像與囚禁起來，祖父吉尼亞斯王犧牲自己被變成寶石然後施展魔力的結界阻止大魔王走出城堡的經過，當時自己被原城堡的士兵賽拉維給藏匿保護著，在知曉自己的真實身分決心拯救父母然後與她的朋友們找出她的先祖喬安一世所使用的三樣神器的同時來擊退大魔王所派來的手下與刺客，最終擊敗大魔王後與家人團聚，後來為了永久封鎖魔界之門而犧牲神聖寶物與武器，之後靠雙親與祖父給予的三樣魔法道具來幫助自己與朋友們。
代表的是愛。藉由愛、勇氣以及希望之名，藉由三樣神聖寶物（恰恰的項鍊、利亞的手鐲、希尼的戒指）變身成魔法公主。
出場口號：在愛、與勇氣以及希望的名義之下，魔法公主神聖誕生！
出擊：
- （美麗聖潔弓箭）（口號）美麗聖潔弓箭 發射
- （不死鳥之劍）（口號）美麗聖潔弓箭 美麗導引光線 不死鳥之劍 現形吧! 不死鳥之劍燃燒閃亮光芒
- （神鳥盾牌）（口號）神鳥盾牌! 與我結合

在封印魔界之門後接下三樣魔法道具來幫助自己。
1. 新月形曙光女神手環（口號）新月形曙光女神手環  緊急救援武器（然後手環就變成武器 最後再飛回恰恰的手中）
2. 什麼都裝得進去的胸針（口號）輕鬆搬運讓我方便收藏（東西就會飛到恰恰的胸針裡）
3. 魔法通訊化妝盒（可以隨時跟母親聯絡的化妝盒）

利亞(阿力)　聲：香取慎吾 / 金子幸伸（PC-FX版） / 香港配音：黃玉娟 / 台灣：陶敏嫻（CN卡通頻道）/ 李明幸（衛視中文台）
恰恰的青梅竹馬，狼人族中的么子。4月1日出生的白羊座O型。不需要月亮就能隨時變身成狼人，變狼時超級可愛，常常被恰恰當作狗來看待。與恰恰是同班同學。不會使用任何的魔法但具有怪力，討厭打針，頭腦簡單到愚笨，個性非常單純，非常喜歡恰恰和希尼是情敵關係。住在貓咪屋。
原作版
漫畫中與師父跟隨恰恰、利亞與塞拉維住在年糕山。後來搬到大陸西方的魔法王國，之後進入烏拉拉學院學習魔法，漫畫版的後期頭腦進一步弱化而且變身後的舉動越來越像一隻被養熟的狗；在漫畫版完結後的番外篇中和恰恰結婚後成為著名畫家。但時常為了修復被恰恰的魔法給破壞的住屋所以一直富不起來。
動畫版
代表的是勇氣，總是與希尼幫助恰恰對抗敵人。
希尼　聲：日高範子（日） / 香港配音：曾秀清 / 台灣：朱憶華（CN卡通頻道）/ 雷碧文（衛視中文台）
跟桃樂絲學習的見習魔法師，非常尊敬桃樂絲。處女座AB型。與恰恰是同班同學，頭腦聰明卻總是胡思亂想，個性膽小但是非常溫柔，長得頗帥。擅長變身系魔法、做家務。魔法方向以變身係為主也會一些光屬性的攻擊性魔法，具有一定威力。也會使用魔法彈攻撃。非常喜歡恰恰。時常和利亞吵架。住在貓咪屋。變身動物時是土撥鼠。
原作版
漫畫中跟主要角色中的同齡人比起來是唯一的獨生子。在故事的後期有個幫別人掏耳朵的嗜好，原與師父跟隨恰恰、利亞與塞拉維住在年糕山。後來搬到大陸西方的魔法王國，之後進入烏拉拉學院上學學習魔法，由於禿頭的關係(其實是因為被恰恰在晚上路過踩掉的)製作強力的生髮水，效果很好因而大賣。長大後成為世界第一的魔法師。
動畫版
代表的是希望。自襁褓時被桃樂絲給收養卻在長大後總是被當成傭人來看待，卻依然對桃樂絲很尊敬，早期當桃樂絲和塞拉維對抗時與前來解救塞拉維的恰恰和利亞的戰鬥並相識後成為夥伴，實際上本人為出身於魔界的人類騎士亞克西斯之子，由於父親為了拯救被大魔王給囚禁的母親於是向牠效命，另一方面卻希望襁褓中的自己能遠離魔界因此交託給桃樂絲給收養。起初誤以為桃樂絲和父親是情人關係，直至在桃樂絲的日記中知曉自己的真正身分後決定與父親對決，最後與恰恰與利亞擊敗父親後從桃樂絲的口中得知自己的親生母親被大魔王給囚禁以及父親向大魔王效命的苦衷後決定要拯救母親，最後與恰恰和利亞成功解放母親與父親重聚。
波比　聲：松本梨香
臉上有魚板象徵的超能力少年，後期一起住在貓咪屋。能使用瞬間移動（只能移動短距離）、讀心術、念力（分解東西，停止東西的活動，吹走東西）、空中漂浮、透視等。從某次感冒時由桃樂絲來照顧與替自己打倒刺客，自此對桃樂絲產生鍾情與暗戀。個性很冷靜，幾乎不笑，吐槽役擔當。看到有人找桃樂絲麻煩時就會很生氣。
漫畫中後期開始成為主要角色之一，但動畫僅在OVA登場。
瑟拉斐/山達爾　聲：泉類亨 / 香港配音：雷霆 / 台灣：陳進益（CN卡通頻道）/ 熊肇川（衛視中文台）
恰恰的魔法老師，是號稱世界第一的魔法師。精通各類型的魔法。A型。看似風度及氣質滿點的言行外貌下，實際上個性很差。很怕寂寞。總是背著一個叫做伊莉莎白的人偶，其外形是以小時候的桃樂絲為原形，常常以腹語術透過伊莉莎白消遣桃樂絲。非常執著於桃樂絲，自年少時要結婚的約定到現在還記得，因此擊退不少想追求桃樂絲的男性。在桃樂絲恢復金髮時甚至到瘋狂的程度。被亞子單方面地愛慕感到為難。最怕桃樂絲的弟弟杜黎斯。
原作版
漫畫中實際上個性很差勁。真實身分為大魔王的之子，在自己出身時被遺留在人間，之後被蜥蜴男收養成人後自學魔法，在擊敗桃樂絲後成為世界第一的魔法師屬於無師自通的魔法天才，方向是三大系魔法。漫畫版的最後在打賭輸掉後回到魔界繼位成為新任大魔王，在漫畫版完結後的番外篇裡被明確交待和桃樂絲結婚育有一對孿生子。
名字（前者）的意義是法語「這就是人生」，來自荻野目洋子的歌的歌詞。後者是本名。
動畫版
個性成熟穩重，魔法能力是靠自學成才；原是在城堡的士兵，當大魔王攻擊時奉恰恰的祖父吉尼亞斯王的命令帶著襁褓中的恰恰隱居外地並將她扶養成人，後來因不明原因都會隨時抱著人偶伊莉莎白，在恰恰進入魔法學校時託付公主項鍊給她。總是跟杜蘿茜扮成路過的行人也一邊注視著幫助恰恰、利亞與希尼對抗大魔王派來的手下與刺客。
杜蘿茜　聲：大坪純子→富永美衣奈 / 香港配音：吳小藝 / 台灣：馮美麗（CN卡通頻道）/ 李明幸（衛視中文台）
希尼的魔法老師。夢想是成為世界第一魔法師，但總是敗給賽拉維。B型。小時候是金色捲髮，之後用魔法把頭髮變成黑髮（動畫是紅髮），結果被賽拉維叫「醜女」，後為了疏遠賽拉維而一直保持著黑髮的外形。很疼小孩們（尤其希尼）會到貓咪屋幫他們洗衣打掃，偶爾也會煮飯。常念繪本給利亞聽，個性像母親但被這樣說會生氣。其實是有錢人家的大小姐。看起來對賽拉維的追求拒千里之外，但似乎心裡還是對他有一點意識。個性還算是常識人，常擔當吐槽役。曾經當上過世界第一魔法師。
漫畫版完結後的番外篇的最後和回到魔界繼位成為新任大魔王的塞拉維結婚並育有一對孿生子。
動畫版
個性較不成熟，住在城堡，喜歡賽拉維，常與賽拉維一起注視與幫助恰恰、利亞與希尼對抗大魔王派來的手下。由於對家務事也一竅不通因此在扶養希尼時將他做為佣人，但實際上卻很關注希尼，因為在過去受到魔界的騎士亞克西斯的委託照料襁褓中的希尼並將這件事寫在日記，後來發現希尼從自己的日記中知曉真相想要阻止他與亞克西斯的對決不果，後來在希尼與恰恰、利亞打敗亞克西斯後將亞克西斯為了拯救希尼的生母向大魔王效命的原因全說出來，讓恰恰、利亞幫助希尼去拯救他的親生母親，後來看到希尼與他的家人重聚後感到很欣慰，雖然與賽拉維在最後一話舉行婚禮，不過因為看見賽拉維的計畫（變回金髮）被暴露而取消婚禮。
愛麗絲　聲：大坪純子→富永美衣奈 / 香港配音：周文瑛 / 台灣：陶敏嫻（CN卡通頻道）/ 馬君珮（衛視中文台）
賽拉維抱在手裡的人偶，常常藉由腹語術說話，有時會順便消遣一下桃樂絲（外形是小時候的桃樂絲）。
瑪琳　聲：櫻井智 / 香港配音：龍德瓊 / 台灣：朱憶華（CN卡通頻道）/ 雷碧文（衛視中文台）
可以變成人的人魚族少女，只要碰到水雙腳就會變成魚鰭，水乾才能恢復成人形。A型。非常喜歡利亞。本身不能使用魔法，必須依靠一根前端有海星狀的魔棒才能使用魔力，擅長與海相關的魔法。完全不相信利亞會變身成狼人。
原作版
有個名叫娜咪的妹妹，性格和人品都很不錯，喜歡波比。
本來是生活在海里，但後來對落海的利亞一見鍾情而追隨他來到陸地進入烏拉拉學園，成為是恰恰他們班同一年級的隔壁蘋果班的學生但常跟著香蕉班的同學一起行動。總是和雅子一起成為一個同牀異夢的組合然後擺出姿勢登場經常把利亞的哥哥桑納亞當成利亞而與他約會。
亞子　聲：赤土真弓 / 香港配音：周文瑛 / 台灣：馮美麗（CN卡通頻道）/ 馬君珮（衛視中文台）
總是戴著一頂小黑帽，紫色頭髮的見習魔法師。AB型。是恰恰的同班同學。對賽拉維產生鍾情，常常幻想著要打敗恰恰並且成為賽拉維的弟子，也幻想長大之後和賽拉維結婚。擅長調配魔藥。
和祖父亞吉洛貝和弟弟津太一起生活著。變身動物時是野豬。
小鈴　聲：並木法子 / 香港配音：姜麗儀 / 台灣：陶敏嫻（CN卡通頻道）/ 馬君珮（衛視中文台）
一位身材嬌小的女忍者，爺爺倉之助是世界第一的忍者。是恰恰的同班同學，長的很可愛，身材嬌小，個性很害羞，非常喜歡希尼，每次看到希尼都會臉紅。雖然不會使用魔法但精通各種忍術，身手非常敏捷，長大後跟希尼結婚。
烏拉拉　聲：島本須美 / 香港配音：徐愛貞 / 台灣：馮美麗（CN卡通頻道）/ 雷碧文（衛視中文台）
十分天真、樂觀、和善的好園長；但做事太過於慢半拍，且時常搞不清楚狀況；但有時又感覺她是十分深藏不露的一號人物。
拉斯凱爾　聲：松野太紀 / 香港配音：陳旭明 / 台灣：孫誠（第2集至60集）→李英立（第63集）→陳幼文（第63集片段、第64集起）（CN卡通頻道）/ 賀宇傑（衛視中文台）
烏拉拉學園香蕉班的導師，總拿著鞭子虛張聲勢，但其實相當溫柔。小時候是烏拉拉學園的孩子王，現在是烏拉拉學園香蕉班的導師後來跟瑪亞裘結婚。
巴拉巴拉　聲： / 香港配音：呂永林 / 台灣：孫誠（第38集至57集）→李英立（第63集起）（CN卡通頻道）/熊肇川（衛視中文台）
烏拉拉學園玫瑰班導師。像個玫瑰一樣的人，只要感動或傷心，身上的刺就會冒出來。
動畫版叫「巴拉玫瑰人老師」。
白雪　聲：富永美衣奈 / 香港配音：吳小藝 / 台灣：姚敏敏（CN卡通頻道）/ 李明幸（衛視中文台）
雪女。在情緒激動的時候會產生暴風雪。
瑪亞裘　聲：本多知惠子 / 香港配音：譚淑英 / 台灣：馮美麗（CN卡通頻道）/雷碧文（衛視中文台）
個性好強、不認輸，喜歡跟拉斯凱爾在嘴上爭鋒，事實上其實心儀著拉斯凱爾。
與拉斯凱爾結婚育有一子（蜜笛歐）。
爺爺&奶奶　聲：三ツ矢雄二（爺爺）、田中真弓（奶奶）
紅葉園長最初派來的刺客。
恰恰的父親　聲：中田和宏
用像操縱線一樣的眼晴，性子很慢，有自己的拍子的平靜的人。
在動畫版是魔法王國的國王，在恰恰出生時和妻子一起被大魔王變成石像，在大魔王被恰恰一行人打倒後回復原狀。
恰恰的母親　聲：佐藤愛 / 台灣：馮美麗（CN卡通頻道）
瑟拉斐的師父。是個老實、溫柔的人。
在動畫版是魔法國的王妃，在恰恰出生時被大魔王變成石像。在大魔王被恰恰一行人打倒後回復原狀。
杜黎斯　聲：小宮和枝 / 香港配音：龍德瓊 / 台灣：姚敏敏（第19集）→陶敏嫻（第61集）→馮美麗（第72集）（CN卡通頻道）/ 馬君珮（衛視中文台）
桃樂絲的弟弟，長得跟姐姐非常像。喜歡賽拉維，因為賽拉維喜歡桃樂絲，所以男扮女裝變得很像桃樂絲，直到長大還是喜歡賽拉維。
辛先生(小新)　聲：小村哲生
世界第一魔法師決鬥的裁判。
三毛貓博士　聲：高橋廣司 / 台灣：陳幼文（CN卡通頻道） / 香港配音：周永光
好像貓人的瘋狂科學家，貓住宅的構造主人。
康康&蘭蘭　聲：松野太紀（康康）、島本須美（蘭蘭） / 香港配音：羅偉傑（康康）、姜麗儀（蘭蘭）/ 台灣：陳幼文（康康）、陶敏嫻（蘭蘭）（CN卡通頻道）/賀宇傑（康康）、馬君珮（蘭蘭）（衛視中文台）
雙胞胎魔法師兄妹。
邱皮呼嚕　聲：曾我部和恭 / 台灣：陳幼文（CN卡通頻道）/ 香港配音：周永光
綽號小丘。惡魔愛神邱比特。
亞克士　聲：高橋廣司 /  台灣：陳進益（CN卡通頻道）
希尼的父親。
漫畫版為是一個疼愛兒子但是絲毫不懂育兒方法的騎士，經常把還是嬰兒的席奈給弄得半死；妻子是歌手。
動畫版為魔界的騎士養大，由於為了拯救被大魔王給囚禁的妻子而向他效命，卻為了保護剛出生的希尼於是將他託付給杜蘿茜來照顧，後來因為恰恰用魔法公主的力量而從魔界解放。在希尼與恰恰和利亞成功解放妻子後遠居外地療傷，在大魔王被打敗後成為魔法王國的首席騎士。
海坊主　聲：松本吉朗 / 台灣：陳幼文（CN卡通頻道）/ 香港配音：陸頌愚
居住海裡的全身綠色大個子。心儀著瑪琳。
畢卡龐　聲：古川登志夫 / 台灣：陳幼文（第61、62集）→李英立（第71集）（CN卡通頻道）/賀宇傑（衛視中文台）
前世界第一魔法師。是個禿頭，曾收桃樂絲為徒弟，其實目的是想拿桃樂絲當生髮水的實驗品與賽拉維進行魔法決鬥，最終被桃樂絲以冰塊攻擊打敗。動畫版71集企圖奪回世界第一魔法師的頭銜而送讓魔力消失的藥給賽拉維，不料卻被桃樂絲給喝下，被恰恰、希尼和利亞打敗。因為被賽拉維剪成丁髻的髮型而被稱呼為主公。
紅葉園長　聲：井上瑤
超精英學校紅葉學園園長。

### 僅原作登場
理查特
瑟拉斐的養父。蜥蜴男，人類時的外表看起來像個美女，實際上是幾百歲的老爺爺。
卜曜尼
波比的弟弟，和哥哥一樣具有超能力。雖然有超能力，但是不能控制。板著面孔。不會說話，不過對哥哥用心靈感應才能會話。兄控。
蜜迪歐
拉斯凱爾和瑪亞裘的兒子。
伊琳＆麗男
原作番外篇登場。瑟拉斐和杜蘿茜的孩子。像杜蘿茜的男孩叫伊琳，像瑟拉斐的女孩叫麗男。
平八
是大魔王的八男，瑟拉斐的親弟弟。
大魔王
是瑟拉斐和平八他們的父親，魔界之王。
白菜
大魔王的三男。
皺皺
大魔王的四男。
達瓦西
大魔王的五男。
火星人
大魔王的兒子。六男（?）。
機器人
大魔王的兒子。七男（?）。
魚
大魔王的兒子。次男（?）。
亞吉洛貝
津子的祖父，魔法師。
田中
佛道動物園的園長，異樣地現實的風貌。
阿動
佛道動物園的吉祥物，和田中園長一模一樣的機器人。
正五郎
在被烏拉拉學園飼養的雞的老闆。
海豚男孩
守護魔法之國的戰士。
希洛
非常懦弱的烏拉拉學園的學生。
米奇
態度和眼神很壞，臉頰有傷痕的海豚。
水魔
來自紅葉學園的刺客。睡魔的游泳者。
裘裘利
芭蕾舞的妖精。
啾啾
恰恰的妹妹。咪咪眼和父親相似。喜歡武器和爆炸物、圈套之類，在學校和自己的家也有很多裝置。櫻花班的班長。
娜咪
瑪琳的妹妹。喜歡波比。為了做波比喜歡吃的蛋捲，到處找人學習，卻是大失敗收場，最後又被波比幫助還做蛋捲給娜咪，娜咪又更喜歡波比。櫻花班。
鈴之介
小鈴的弟弟。櫻花班。姊控。
津太
津子的弟弟。喜歡黏人(尢其黏著姊姊) 櫻花班。
聖誕老公公
平素是與阿鹿一起經營書店「呵呵呵」的老人。
瑟西爾
和瑟拉斐很相似的天使。
雪人妖精
在富蘭克林滑雪場出沒，狸一樣地迷惑人的雪人。
市松
從紅葉學園為殺害波比來的刺客，超高性能機器人。
穆修&蟬爾
來自紅葉學園的刺客蟬男。
艾咪
杜蘿茜的後輩。
高頂禮帽
在凱撒胡寫上「次男」的高頂禮帽和套裝容貌的男人。

### 動畫原創角色
大魔王　聲：小村哲生 / 香港配音：黃志明 / 台灣：孫誠（CN卡通頻道）/ 熊肇川（衛視中文台）
漫畫版為魔界的統治者，塞拉維的生父，是一個穿得像搖滾歌星的漫畫迷，極度痴迷漫畫，還因為這個弄丟塞拉維亦曾經因為漫畫被扔掉而發狂，漫畫版的最後帶利亞到魔界去尋寶。
動畫版為惡魔族的領袖，為了替惡魔族討回被魔法王國的創始者女皇喬安一世被封印的仇恨，在破除封印惡魔族的結界後趁著恰恰出生時攻佔魔法王國。把國王和王后變成石像並向外界宣稱自己為統治者。在與恰恰的祖父吉尼亞斯王的對決中雖然用魔法把吉尼亞斯王給封印在寶石中卻因被魔法結界給困在城堡裡不能出來，由於無法到外頭因此陸續派出魔族手下來追擊恰恰和她的朋友們。最後與恰恰和她的朋友們決戰中被擊敗。
蘇凱斯　聲：三矢雄二 / 香港配音：馮志輝 / 台灣：陳幼文（第1集至56集）→李英立（第74集）（CN卡通頻道）/ 賀宇傑（衛視中文台）
大魔王的手下，奉大魔王的命令派手下追殺恰恰，但因為總是失敗加上發現大魔王的秘密差點被處決，但後來因為被吉尼亞斯國王的魔法結界限制住而順利逃脫。之後把真相全都告訴恰恰然後隱居。
小村鍛鉞　聲：內海賢二
一位皇家鑄匠，年少時曾目睹父親被大魔王給變成石像差點也被石化，幸好靠賽拉維的保護下順利脫逃，後來協助恰恰和她的朋友們打造神鳥盾牌來擊敗大魔王。

## 出版書籍

### 小紅帽恰恰
單行本
| 冊數 | 集英社         | 集英社             |
| 冊數 | 發售日期       | ISBN               |
| ---- | -------------- | ------------------ |
| 1    | 1993年2月15日  | ISBN 4-08-853650-9 |
| 2    | 1993年10月15日 | ISBN 4-08-853694-0 |
| 3    | 1994年5月13日  | ISBN 4-08-853732-7 |
| 4    | 1994年10月14日 | ISBN 4-08-853759-9 |
| 5    | 1995年3月15日  | ISBN 4-08-853786-6 |
| 6    | 1995年8月8日   | ISBN 4-08-853810-2 |
| 7    | 1996年3月15日  | ISBN 4-08-853846-3 |
| 8    | 1997年1月14日  | ISBN 4-08-853897-8 |
| 9    | 1998年1月14日  | ISBN 4-08-856059-0 |
| 10   | 1998年12月7日  | ISBN 4-08-856115-5 |
| 11   | 1999年11月15日 | ISBN 4-08-856174-0 |
| 12   | 2000年5月15日  | ISBN 4-08-856205-4 |
| 13   | 2000年9月14日  | ISBN 4-08-856226-7 |

文庫版
| 冊數 | 集英社        | 集英社             |
| 冊數 | 發售日期      | ISBN               |
| ---- | ------------- | ------------------ |
| 1    | 2006年1月18日 | ISBN 4-08-618417-6 |
| 2    | 2006年1月18日 | ISBN 4-08-618418-4 |
| 3    | 2006年3月17日 | ISBN 4-08-618419-2 |
| 4    | 2006年3月17日 | ISBN 4-08-618420-6 |
| 5    | 2006年5月18日 | ISBN 4-08-618421-4 |
| 6    | 2006年5月18日 | ISBN 4-08-618422-2 |
| 7    | 2006年7月14日 | ISBN 4-08-618423-0 |
| 8    | 2006年7月14日 | ISBN 4-08-618424-9 |
| 9    | 2006年8月10日 | ISBN 4-08-618425-7 |

### 小紅帽恰恰N
| 冊數 | 集英社         | 集英社                 | 長鴻出版社    | 長鴻出版社             |
| 冊數 | 發售日期       | ISBN                   | 發售日期      | ISBN                   |
| ---- | -------------- | ---------------------- | ------------- | ---------------------- |
| 1    | 2013年11月25日 | ISBN 978-4-08-845122-0 | 2015年8月19日 | ISBN 978-957-516-857-5 |
| 2    | 2015年5月25日  | ISBN 978-4-08-845393-4 | 2019年3月13日 | ISBN 978-986-504-043-7 |
| 3    | 2016年9月23日  | ISBN 978-4-08-845643-0 |               |                        |
| 4    | 2018年1月25日  | ISBN 978-4-08-845883-0 |               |                        |
| 5    | 2019年9月25日  | ISBN 978-4-08-844240-2 |               |                        |

- チャチャ×クッキーギャグ作品 トリビュート4コマ[31]（『Cookie』2016年11月号）

### 小說
- 原作：彩花珉、著者：山田隆司 『マジカル･ストーリー 赤ずきんチャチャ』 集英社 〈コバルト文庫〉、全10卷

| 冊數 | 集英社        | 集英社             |
| 冊數 | 發售日期      | ISBN               |
| ---- | ------------- | ------------------ |
| 1    | 1994年3月3日  | ISBN 4-08-611831-9 |
| 2    | 1994年5月2日  | ISBN 4-08-611853-X |
| 3    | 1994年8月3日  | ISBN 4-08-611885-8 |
| 4    | 1994年11月2日 | ISBN 4-08-614014-4 |
| 5    | 1995年1月3日  | ISBN 4-08-614034-9 |
| 6    | 1995年3月3日  | ISBN 4-08-614053-5 |
| 7    | 1995年4月27日 | ISBN 4-08-614074-8 |
| 8    | 1995年7月1日  | ISBN 4-08-614094-2 |
| 9    | 1995年9月1日  | ISBN 4-08-614114-0 |
| 10   | 1995年11月2日 | ISBN 4-08-614136-1 |

### 繪本
- 彩花珉 《赤ずきんチャチャ》 集英社、全3卷
  1. （1994年6月發行、ISBN 4-08-302037-7）
  2. （1994年7月發行、ISBN 4-08-302038-5）
  3. （1994年7月發行、ISBN 4-08-302039-3）
- 原作：彩花珉、著者：山内昇壽郎 《赤ずきんチャチャ》 集英社 〈りぼんミニ絵本〉、全2卷
  1. （1995年4月發行、ISBN 4-08-302042-3）
  2. （1995年4月發行、ISBN 4-08-302043-1）

## 電視動畫

### 配音員
| 角色       | 日本配音員          | 台灣配音員 Cartoon Network | 台灣配音員 衛視中文台／迪士尼頻道／MOMO親子台 |
| 恰恰       | 鈴木真仁            | 姚敏敏                     | 林美秀                                        |
|            | 香取慎吾            | 陶敏嫻                     | 李明幸                                        |
|            | 日高範子            | 朱憶華                     | 雷碧文                                        |
|            | 泉類亨              | 陳進益                     | 熊肇川                                        |
|            | 大坪純子→富永美衣奈 | 馮美麗                     | 李明幸                                        |
|            | 大坪純子→富永美衣奈 | 陶敏嫻                     | 馬君珮                                        |
|            | 櫻井智              | 朱憶華                     | 雷碧文                                        |
|            | 赤土真弓            | 馮美麗                     | 馬君珮                                        |
| 小鈴       | 並木法子            | 陶敏嫻                     | 馬君珮                                        |
| 烏拉拉園長 | 島本須美            | 馮美麗                     | 雷碧文                                        |
|            | 松野太紀            | 孫誠→李英立→陳幼文         | 賀宇傑                                        |
| 老師       |                     | 孫誠→李英立                | 熊肇川                                        |
|            | 本多知惠子          | 馮美麗                     | 雷碧文                                        |
|            | 古川登志夫          | 陳幼文→李英立              | 賀宇傑                                        |
| 大魔王     | 小村哲生            | 孫誠                       | 熊肇川                                        |
|            | 三矢雄二            | 陳幼文→李英立              | 賀宇傑                                        |

### 主題曲
片頭曲

作詞、作曲 - 林田健司 / 編曲 - CHOKKAKU / 歌 - SMAP（日本TV版、台灣卡通頻道、香港亞視本港台）/澤田聖子（DVD版、台灣衛視中文台、迪士尼頻道、MOMO親子台）
片尾曲
（第1 - 31集）
作詞、作曲 - 澤田聖子 / 編曲 - 戶塚修 / 歌 - 澤田聖子
（第32 - 56集）
作詞 -  / 作曲 - 五島翔 / 編曲 - 矢吹俊郎 / 歌 - 鈴木真仁、櫻井智、赤土真弓
（第57 - 74集）
作詞 -  / 作曲、編曲 - 佐橋俊彥 / 歌 - 鈴木真仁、Magical Study
插入曲

作詞 - 大地丙太郎 / 作曲 - 佐橋俊彥 / 編曲 - 手塚理 / 歌 - 鈴木真仁、並木法子、赤土真弓、櫻井智

作詞、作曲、編曲 - 松浦有希 / 歌 - 鈴木真仁、櫻井智、赤土真弓

作詞 -  / 作曲、編曲 - 佐橋俊彥 / 歌 - 島本須美、本多知惠子、富永美衣奈、松野太紀

作詞 -  / 作曲、編曲 - 松浦有希 / 歌手 - 櫻井智、赤土真弓、並木法子

作詞 - 大地丙太郎、佐藤龍雄 / 作曲、歌 - 鈴木真仁 / 編曲 - 手塚理
「MY DEAR」
作詞、作曲、編曲 - 松浦有希 / 歌 - 鈴木真仁

作詞、作曲、歌 - 澤田聖子 / 編曲 - 戶塚修

作詞、作曲 - 林田健司 / 編曲 - CHOKKAKU / 歌 - 鈴木真仁

作詞 -  / 作曲 - 五島翔 / 編曲 - 矢吹俊郎 / 歌 - 石田燿子

作詞、作曲、編曲 - 松浦有希 / 歌 - 松浦有希、松野太紀

### 各話列表
| 話數 | 日文標題 | 中文標題                  | 首播日期   | 劇本     | 分鏡       | 演出       | 作畫監督          |
| ---- | -------- | ------------------------- | ---------- | -------- | ---------- | ---------- | ----------------- |
| 01   |          | 糊塗魔法師登場            | 1994/1/7   | 山田隆司 | 辻初樹     | 辻初樹     | 小西洋子          |
| 02   |          | 競爭對手小黑帽            | 1994/1/14  | 柳川茂   | 櫻井弘明   | 櫻井弘明   | 音地正行          |
| 03   |          | 美人魚                    | 1994/1/21  | 三井秀樹 | 佐藤雄     | 佐藤雄     | 木村文代          |
| 04   |          | 絕招!三隻小豬的攻擊       | 1994/1/28  | 戶田博史 | 大地丙太郎 | 大地丙太郎 | 小西洋子          |
| 05   |          | 和小丘約會                | 1994/2/4   | 山田隆司 | 石山タカ明 | 棚橋一德   | 木下和榮          |
| 06   |          | 小嬰兒的魔法很差勁        | 1994/2/11  | 三井秀樹 | 佐佐木和宏 | 佐佐木和宏 | 海谷敏久          |
| 07   |          | 超級酷寒!老師是雪女       | 1994/2/18  | 金春智子 | 松本佳久   | 松本佳久   | 小西洋子          |
| 08   |          | 我的點心最好吃了          | 1994/2/25  | 柳川茂   | 櫻井弘明   | 櫻井弘明   | 音地正行          |
| 09   |          | 出動!無敵貓金剛           | 1994/3/4   | 山田隆司 | 青木佐惠子 | 青木佐惠子 | 生野裕子          |
| 10   |          | 吸血鬼小丘的反擊          | 1994/3/11  | 戶田博史 | 大地丙太郎 | 大地丙太郎 | 藤田宗克          |
| 11   |          | 決定!?壽司冠軍            | 1994/3/18  | 柳川茂   |            | 下司泰弘   | 小西洋子          |
| 12   |          | 小鈴的初戀                | 1994/3/25  | 三井秀樹 | 佐佐木和宏 | 佐佐木和宏 | 木村文夫 生野裕子 |
| 13   |          | 恰恰看家記                | 1994/4/1   | 金春智子 | 棚橋一德   | 棚橋一德   | 木下和榮          |
| 14   |          | 大魔王發火了              | 1994/4/8   | 高橋良輔 | 辻初樹     | 辻初樹     |                   |
| 15   |          | 科學怪人誕生              | 1994/4/15  | 山田隆司 | 鈴木卓夫   | 鈴木卓夫   | 久米一成          |
| 16   |          | 海怪的妹妹出現了          | 1994/4/22  | 戶田博史 | 大地丙太郎 | 大地丙太郎 | 藤田宗克          |
| 17   |          | 無敵貓金剛回來了          | 1994/4/29  | 三井秀樹 | 櫻井弘明   | 櫻井弘明   | 音地正行          |
| 18   |          | 僵屍大闖烏拉拉學園        | 1994/5/6   | 柳川茂   | 佐藤雄     | 佐藤雄     | 生野裕子          |
| 19   |          | 恐怖!德蕾絲的妹妹?              | 1994/5/13  | 柳川茂   | 松本佳久   | 松本佳久   | 澤田正人          |
| 20   |          | 怪盜老鼠小子的挑戰        | 1994/5/20  | 戶田博史 | 大地丙太郎 | 大地丙太郎 | 藤田宗克          |
| 21   |          | 充滿危險的露天溫泉        | 1994/5/27  | 柳川茂   | 佐山聖子   | 佐山聖子   | 久米一成          |
| 22   |          | 嚇一大跳!當活祭品的初體驗 | 1994/6/3   | 戶田博史 | 松本佳久   | 松本佳久   | 小西洋子          |
| 23   |          | 戰鬥吧!畢業考試           | 1994/6/10  | 三井秀樹 | 櫻井弘明   | 櫻井弘明   | 音地正行          |
| 24   |          | 我就是傳說中的公主嗎?     | 1994/6/17  | 山田隆史 | 佐藤雄     | 佐藤雄     | 木村文代          |
| 25   |          | 為何為何!弓箭失去了功用   | 1994/6/24  | 山田隆史 | 大地丙太郎 | 大地丙太郎 | 藤田宗克          |
| 26   |          | 走開走開擾人戀愛的麻煩蟲  | 1994/7/1   | 高橋良輔 | 辻初樹     | 辻初樹     |                   |
| 27   |          | 火災現場的恰恰實「神」力  | 1994/7/8   | 柳川茂   | 佐山聖子   | 鈴木卓夫   | 久米一成          |
| 28   |          | 不死鳥的沼澤探險隊        | 1994/7/15  | 戶田博史 | 櫻井弘明   | 下司泰弘   | 澤田正人          |
| 29   |          | 歡迎光臨不死鳥的故鄉      | 1994/7/22  | 金春智子 | 松本佳久   | 松本佳久   | 鄭順子            |
| 30   |          | 這是傳說中的不死鳥之劍    | 1994/7/29  | 三井秀樹 | 佐藤雄     | 佐藤雄     | 生野裕子          |
| 31   |          | 好多特別訓練              | 1994/8/5   | 柳川茂   | 大地丙太郎 | 大地丙太郎 | 藤田宗克          |
| 32   |          | 危險的三角戀愛            | 1994/8/12  | 山口宏   | 櫻井弘明   | 櫻井弘明   | 音地正行          |
| 33   |          | 希尼的命運大對決          | 1994/8/19  | 戶田博史 |            |            | 飯田宏義          |
| 34   |          | 相逢淚眼的搖籃曲          | 1994/8/26  | 戶田博史 | 義野利幸   | 下司泰弘   | 小西洋子          |
| 35   |          | 糾纏不休的無敵貓金剛      | 1994/9/2   | 金春智子 | 大地丙太郎 | 大地丙太郎 | 藤田宗克          |
| 36   |          | 說真話的魔鏡是大騙子      | 1994/9/9   | 三井秀樹 | 佐藤雄     | 佐藤雄     | 生野裕子          |
| 37   |          | 會開花的巴拉玫瑰人老師              | 1994/9/16  | 柳川茂   | 義野利幸   | 松本佳久   |                   |
| 38   |          | 我們變成動物了            | 1994/9/23  | 山口宏   | 櫻井弘明   | 櫻井弘明   | 音地正行          |
| 39   |          | 在龍宮城的巨大河童        | 1994/9/30  | 戶田博史 | 細田雅弘   | 細田雅弘   | 石川修            |
| 40   |          | 在貓咪屋吃早餐            | 1994/10/7  | 高橋良輔 | 辻初樹     | 辻初樹     |                   |
| 41   |          | 睡眠不足的魔人火山爆發了  | 1994/10/14 | 三井秀樹 | 大地丙太郎 | 大地丙太郎 | 藤田宗克          |
| 42   |          | 尋找傳說中的盾牌          | 1994/10/21 | 柳川茂   | 佐藤雄     | 佐藤雄     | 生野裕子          |
| 43   |          | 神鳥盾牌完成了            | 1994/10/28 | 戶田博史 | 松本佳久   | 松本佳久   |                   |
| 44   |          | 發亮吧!烏拉拉學園同學會   | 1994/11/4  | 金春智子 | 義野利幸   | 下司泰弘   | 小西洋子          |
| 45   |          | 誰才是真的                | 1994/11/11 | 山口宏   | 原征太郎   | 津田義三   | 石川修            |
| 46   |          | 前進吧!魔法忍者部隊       | 1994/11/18 | 三井秀樹 | 櫻井弘明   | 櫻井弘明   | 音地正行          |
| 47   |          | 越過熾熱的友情橋          | 1994/11/25 | 柳川茂   | 大地丙太郎 | 大地丙太郎 | 藤田宗克          |
| 48   |          | 貍貓變身大戰              | 1994/12/2  | 戶田博史 | 佐藤雄     | 佐藤雄     | 生野裕子          |
| 49   |          | 衝吧!傳說中的聖戰士       | 1994/12/9  | 戶田博史 | 松本佳久   | 松本佳久   |                   |
| 50   |          | 愛、勇氣與希望的大決戰    | 1994/12/16 | 戶田博史 | 櫻井弘明   | 下司泰弘   | 小西洋子          |
| 51   |          | 公主的假日                | 1994/12/23 | 高橋良輔 | 辻初樹     | 辻初樹     |                   |
| 52   |          | 逃脫失敗記                | 1995/1/6   | 三井秀樹 | 原征太郎   | 原征太郎   | 石川修            |
| 53   |          | 我是世界第一魔法師        | 1995/1/13  | 山口宏   | 大地丙太郎 | 大地丙太郎 | 藤田宗克          |
| 54   |          | 挑戰者一個接一個          | 1995/1/20  | 柳川茂   | 櫻井弘明   | 櫻井弘明   | 音地正行          |
| 55   |          | 不可以忘記國王的印記哦    | 1995/1/27  | 三井秀樹 | 佐藤雄     | 佐藤雄     | 生野裕子          |
| 56   |          | 再見了魔法公主            | 1995/2/3   | 戶田隆史 |            | 櫻井弘明   |                   |
| 57   |          | 滑向世界第一              | 1995/3/3   | 戶田隆史 | 津田義三   | 津田義三   | 石川修            |
| 58   |          | 伊莉莎白的求救訊號                | 1995/3/10  | 柳川茂   | 大地丙太郎 | 大地丙太郎 | 藤田宗克          |
| 59   |          | 小小的戀愛物語            | 1995/3/17  | 山口宏   | 櫻井弘明   | 下司泰弘   | 小西洋子          |
| 60   |          | 我愛你                    | 1995/3/24  | 三井秀樹 | 佐藤雄     | 根岸宏樹   | 生野裕子          |
| 61   |          | 年少賽拉維的冒險                | 1995/3/31  | 戶田博司 | 大地丙太郎 | 櫻井弘明   | 音地正行          |
| 62   |          | 獨家新聞!紅髮的秘密       | 1995/4/7   | 戶田博司 | 大地丙太郎 | 大地丙太郎 | 藤田宗克          |
| 63   |          | 刺刺的兩人三腳            | 1995/4/14  | 金春智子 | 細田雅弘   | 細田雅弘   | 石川修            |
| 64   |          | 驚嚇!阿力的媽媽?              | 1995/4/21  | 柳川茂   |            | 下司泰弘   | 鄭順子            |
| 65   |          | 懷念無敵貓金剛            | 1995/4/28  | 高橋良輔 | 辻初樹     | 辻初樹     |                   |
| 66   |          | 武鬥派老師麻亞瓊                | 1995/5/5   | 三井秀樹 | 木村哲     | 木村哲     | 林桂子            |
| 67   |          | 恐怖!十二號的星期五       | 1995/5/12  | 山口宏   | 櫻井弘明   | 櫻井弘明   | 小西洋子          |
| 68   |          | 海怪子的初戀大戰          | 1995/5/19  | 柳川茂   | 大地丙太郎 | 大地丙太郎 | 藤田宗克          |
| 69   |          | 必勝!校園舞會             | 1995/5/26  | 戶田博史 | 木村哲     | 細田雅弘   | 石川修            |
| 70   |          | 亞子的初戀回憶                | 1995/6/2   | 山口宏   | 櫻井弘明   | 下司泰弘   | 音地正行          |
| 71   |          | 再一次變成城主吧          | 1995/6/9   | 戶田博史 |            | 櫻井弘明   | 小林一幸          |
| 72   |          | 希尼最大的失敗            | 1995/6/16  | 三井秀樹 | 木村哲     | 木村哲     | 生野裕子 木村文代 |
| 73   |          | 德蕾絲城堡的秘密                | 1995/6/23  | 柳川茂   | 大地丙太郎 | 大地丙太郎 | 藤田宗克          |
| 74   |          | 鬧翻天的結婚宣言          | 1995/6/30  | 戶田博史 | 辻初樹     | 櫻井弘明   | 小西洋子          |

## OVA
- Vol.1
  - 發售日：1995年12月6日
- Vol.2
  - 發售日：1996年2月3日
- Vol.3
  - 發售日：1996年3月6日

### 主題曲
片頭曲「MAKE ME SMILE」
作詞、作曲、編曲、歌手 - 松浦有希
片尾曲
作詞、作曲、編曲、歌手 - 松浦有希

## 游戏
- 小红帽恰恰
Game Boy用软件。1995年4月28日由TOMY发行，种类为RPG。
- 小红帽恰恰
SFC用软件。1996年8月9日由TOMY发行，种类为RPG。
- PC-FX用软件。1996年10月25日由发行，种类为双六RPG。
- 赤ずきんCHACHACHA
X68000用软件。1995年由SPRITE发行，种类为STG。

## 外部連結
- 魔法連合 台灣分會